# Merrill Cook
Merrill Cook (Filadelfia, 6 maggio 1946) è un politico statunitense, membro della Camera dei Rappresentanti per lo stato dello Utah dal 1997 al 2001.

## Biografia
Figlio di uno scienziato, Cook nacque in Pennsylvania e crebbe nello Utah, dove fu educato come mormone. Dopo aver studiato alla Harvard Business School, nel 1973 fondò la Cook Slurry Company.
Cook entrò in politica negli anni ottanta, candidandosi a sindaco di Salt Lake City come esponente del Partito Repubblicano. In quell'occasione venne sconfitto dall'avversario democratico e nel 1986 decise di lasciare i repubblicani per fondare il Partito Indipendente dello Utah. Come membro di questa coalizione, Cook affrontò due elezioni per governatore e una per deputato, non riuscendo tuttavia a vincere nessuna di queste competizioni.
Nel 1996, la deputata repubblicana Enid Greene non cercò la rielezione per via di uno scandalo e così Cook decise di concorrere al suo posto aderendo nuovamente al Partito Repubblicano. Questa volta riuscì a farsi eleggere e fu riconfermato per un altro mandato nonostante alcune accuse di comportamento irregolare. Nel 2000 però Cook non riuscì a passare il turno nelle elezioni primarie e alla fine il suo seggio finì nelle mani del democratico Jim Matheson.
Negli anni a venire Cook fu coinvolto in svariate campagne elettorali, ma non riuscì mai ad accedere ad altri incarichi politici rilevanti, venendo quasi sempre sconfitto nelle primarie di partito.
| Controllo di autorità | VIAF (EN) 277754923 · LCCN (EN) no2012137663 |